# John Holloway
John Holloway   (Dublín, 26 de juliol de 1947) és un advocat, sociòleg i filòsof orientat cap al marxisme, el treball del qual està estretament associat amb el moviment zapatista a Mèxic, el seu país des del 1991. També ha estat associat amb alguns intel·lectuals relacionats amb els piqueteros de l'Argentina; el moviment de base Abahlali Mjondolo a Sud-àfrica i el moviment antiglobalització a Europa i Amèrica del Nord. Actualment és professor de l'Institut d'Humanitats i Ciències Socials de la Universitat Autònoma de Puebla.

## Biografia
Va néixer a Dublín, Irlanda, i va obtenir un doctorat en ciències polítiques per la Universitat d'Edimburg. És germà de l'escriptor i acadèmic David Holloway i cosí de l'activista política canadenca Kate Holloway i de la periodista canadenca Maureen Holloway.

## Treball
Durant la dècada de 1970, Holloway va ser membre de la Conferència d'Economistes Socialistes, expressant una concepció de l'Estat com a forma social constituïda finalment per la lluita de classes entre el capital i la classe obrera. Aquest enfocament es va desenvolupar principalment a través de l'apropiació crítica d'aspectes del debat sobre la derivació de l'estat alemany de principis de la dècada dels setanta, en particular el treball de Joachim Hirsch, i el va portar a ell i a Sol Picciotto a publicar "Estat i capital: un debat marxista", una antologia de textos sobre el debat alemany amb una introducció crítica. Aquesta concepció de l'estat, la forma social i la lluita de classes, dins de la Conferència d'Economistes Socialistes, va desenvolupar un corrent que finalment va donar lloc a l'escola de pensament del marxisme obert en la qual Holloway va seguir essent un participant important. Aquest corrent rebutja les idees marxistes tradicionals sobre l'estadi monopolista del capitalisme i les innovacions posteriors com la teoria de l'estat d'Althusser i Poulandzàs o la teoria de la regulació i afirma la centralitat de la relació de classe entre el capital i la classe obrera, com una lluita.
El seu llibre de 2002, Change the World Without Taking Power (Canviar el món sense prendre el poder) ha estat molt debatut en cercles marxistes, anarquistes i anticapitalistes, i en ell sosté que la possibilitat de la revolució no es troba en la presa dels aparells estatals, sinó en els actes quotidians de rebuig abjecte de la societat capitalista (l'anomenada antipotència, o "el crit", tal com ell escriu). La tesi de Holloway ha estat analitzada per pensadors com Tariq Ali i Slavoj Žižek. Els crítics i els seus partidaris consideren que Holloway té una perspectiva autònoma en termes generals, i la seva obra es compara i contrasta sovint amb la de figures com Antonio Negri.
El seu llibre de 2010 Crack Capitalism continua amb les idees polítiques desenvolupades a Change the World Without Taking Power. Holloway veu el problema de l'activisme polític en continuar perpetuant el capitalisme a través del seu compromís amb el treball abstracte. Argumenta que, des del punt de vista marxista de la "doble naturalesa del treball" o del treball abstracte i del treball concret, que les lluites anticapitalistes haurien de tractar-se de fer concretes lluites contra el treball i no una lluita de treball contra el capital.

## Obres
- State and Capital: A Marxist Debate (1978), ISBN 0-7131-5987-1, ed. with Sol Piccioto
- Social Policy Harmonisation in the European Community (1981), ISBN 0-566-00196-9
- Post-Fordism and Social Form: A Marxist Debate on the Post-Fordist State (1991), ISBN 0-333-54393-9, ed. with Werner Bonefeld
- Global Capital, National State, and the Politics of Money (1995), ISBN 0-312-12466-X, ed. with Werner Bonefeld
- Open Marxism: Emancipating Marx (1995), ISBN 0-7453-0864-3, ed. with Werner Bonefeld, Richard Gunn and Kosmas Psychopedis
- Zapatista!: Reinventing Revolution in Mexico (1998), ISBN 0-7453-1178-4, ed. with Eloína Peláez
- Change the World Without Taking Power (2002), ISBN 0-7453-1864-9
- Negativity and Revolution: Adorno and Political Activism (2008) ISBN 978-0-7453-2836-2, ed. with Fernando Matamoros & Sergio Tischler
- Crack Capitalism Pluto Press (2010) ISBN 0-7453-3008-8 ISBN 978-0745330082